# Cupcakke
Елизабет Иден Харис (енгл. Elizabeth Eden Harris; Чикаго, 31. мај 1997), позната као Cupcakke (стилизовано CupcakKe), америчка је реперка. Позната је по својој хиперсексуалној, дрској и често комичној личности и музици. Међутим, у своју музику је уврстила теме као што су права хомосексуалаца, феминизам, хришћанство и свест о аутизму.
Cupcakke је започела своју каријеру као реперка објављивањем материјала крајем 2012. Године 2015. две њене песме, „Deepthroat” и „Vagina”, постале су виралне на друштвеним медијима.

## Турнеје
- (2017)[8]
- (2018)[9]
- (2018—2019)[10]